# Diócesis de Verapaz
La diócesis de Verapaz (en latín: Dioecesis Verae Pacis) es una circunscripción eclesiástica de la Iglesia católica en Guatemala. Se trata de una diócesis latina, sufragánea de la arquidiócesis de Guatemala. Desde el 22 de febrero de 2001 su obispo es Rodolfo Valenzuela Núñez.

## Territorio y organización
La diócesis tiene 11 810 km² y extiende su jurisdicción sobre los fieles católicos de rito latino residentes en los departamentos de Alta Verapaz y Baja Verapaz. 
La sede de la diócesis se encuentra en la ciudad de Cobán, en donde se halla la Catedral de Santo Domingo de Guzmán.
En 2020 en la diócesis existían 37 parroquias.

## Historia

### Diócesis colonial
La primera diócesis de Verapaz fue erigida el 27 de junio de 1561 con la bula Super specula militantis ecclesiae del papa Pío IV a petición de una cédula real del rey Felipe II de España de 1554. La diócesis, cuyo territorio se había derivado de la diócesis de Guatemala (hoy arquidiócesis), incluía los actuales departamentos guatemaltecos de Alta Verapaz y Baja Verapaz, tenía su sede en la ciudad imperial de Cobán y era sufragánea de la arquidiócesis de México.
El territorio había sido evangelizado por los dominicos, incluida la zona de Tezulutlán, considerada zona de guerra, donde los frailes habían precedido la presencia del ejército español y de los colonos. Los obispos dominicos siempre fueron nombrados para la diócesis. Tras la muerte del primer obispo electo Pedro de Angulo, que no logró ser consagrado, se produjo el breve episcopado de Pedro de la Peña, de modo que el primer episcopado efectivo fue el de Tomás de Cárdenas, quien gobernó la diócesis durante ocho años. Le sucedió Antonio de Hervías, quien por graves dificultades se vio obligado a residir fuera de la diócesis, en la ciudad Santiago de los Caballeros de Guatemala, de 1584 a 1587. Juan Fernández Rosillo también tuvo que residir en la ciudad de Guatemala por desavenencias con los frailes. Fue el último obispo de Verapaz, pues dos años después de su traslado a la diócesis de Michoacán, hoy arquidiócesis de Morelia, ocurrido en 1603, la diócesis fue abolida por la escasez de población e ingresos y por su relativa proximidad a la diócesis de Santiago de Guatemala, y su territorio quedó agregado a esta última diócesis.

### Diócesis actual
El vicariato apostólico de Verapaz y Petén fue erigido el 27 de julio de 1921 con bula Suprema del papa Pío XI, obteniendo el territorio de la arquidiócesis de Santiago de Guatemala.
El 14 de enero de 1935, en virtud de la bula Quoties in regionibus del papa Pío XI el vicariato apostólico fue elevado a diócesis y asumió su nombre actual.
El 10 de marzo de 1951 cedió una parte de su territorio para la erección de la administración apostólica de El Petén (hoy vicariato apostólico de El Petén) mediante la bula Omnium in catholico del papa Pío XII.
El 22 de julio de 2014 el papa Francisco nombró al obispo de la diócesis a Rodolfo Valenzuela Núñez, por un período de 5 años renovables como miembro del Pontificio Consejo para la Promoción de la Unidad de los Cristianos.

## Estadísticas
Según el Anuario Pontificio 2021 la diócesis tenía a fines de 2020 un total de 1 411 930 fieles bautizados.
| Año                                                                             | Población            | Población | Población      | Sacerdotes | Sacerdotes    | Sacerdotes    | Bautizados por sacerdote | Diáconos permanentes | Religiosos | Religiosos | Parroquias |
| Año                                                                             | Bautizados católicos | Total     | % de católicos | Total      | Clero secular | Clero regular | Bautizados por sacerdote | Diáconos permanentes | Varones    | Mujeres    | Parroquias |
| ------------------------------------------------------------------------------- | -------------------- | --------- | -------------- | ---------- | ------------- | ------------- | ------------------------ | -------------------- | ---------- | ---------- | ---------- |
| 1949                                                                            | 389 550              | 390 000   | 99.9           | 8          | 3             | 5             | 48 693                   |                      |            |            | 14         |
| 1963                                                                            | 360 200              | 400 000   | 90.0           | 43         | 32            | 11            | 8376                     |                      |            |            | 23         |
| 1970                                                                            | ?                    | 358 860   | ?              | 36         | 4             | 32            | ?                        |                      | 37         | 34         | 15         |
| 1976                                                                            | 323 400              | 383 279   | 84.4           | 38         | 5             | 33            | 8510                     |                      | 38         | 48         | 29         |
| 1980                                                                            | 435 000              | 490 000   | 88.8           | 44         | 7             | 37            | 9886                     |                      | 43         | 63         | 26         |
| 1990                                                                            | 613 200              | 730 000   | 84.0           | 47         | 10            | 37            | 13 046                   |                      | 46         | 108        | 28         |
| 1999                                                                            | 908 600              | 1 040 600 | 87.3           | 67         | 22            | 45            | 13 561                   | 1                    | 57         | 149        | 32         |
| 2000                                                                            | 865 000              | 1 017 732 | 85.0           | 71         | 26            | 45            | 12 183                   |                      | 57         | 149        | 32         |
| 2001                                                                            | 866 000              | 1 018 834 | 85.0           | 71         | 26            | 45            | 12 197                   |                      | 57         | 149        | 32         |
| 2002                                                                            | 844 896              | 1 056 121 | 80.0           | 63         | 21            | 42            | 13 411                   | 1                    | 50         | 160        | 32         |
| 2003                                                                            | 844 896              | 1 056 121 | 80.0           | 62         | 19            | 43            | 13 627                   | 1                    | 51         | 160        | 32         |
| 2004                                                                            | 844 996              | 1 056 121 | 80.0           | 71         | 28            | 43            | 11 901                   | 1                    | 50         | 160        | 32         |
| 2010                                                                            | 1 119 000            | 1 318 000 | 84.9           | 59         | 26            | 33            | 18 966                   | 1                    | 40         | 87         | 34         |
| 2014                                                                            | 1 227 000            | 1 442 000 | 85.1           | 58         | 26            | 32            | 21 155                   |                      | 37         | 126        | 32         |
| 2017                                                                            | 1 323 000            | 1 556 000 | 85.0           | 56         | 24            | 32            | 23 625                   |                      | 37         | 126        | 32         |
| 2020                                                                            | 1 411 930            | 1 660 115 | 85.1           | 55         | 25            | 30            | 25 671                   |                      | 35         | 133        | 37         |
| Fuente: Catholic-Hierarchy, que a su vez toma los datos del Anuario Pontificio. |                      |           |                |            |               |               |                          |                      |            |            |            |

## Episcopologio
- Pedro de Angulo, O.P. † (27 de junio de 1561-1 de abril de 1562 falleció) (obispo electo)

- Pedro de la Peña, O.P. † (1 de marzo de 1564-15 de mayo de 1565 nombrado obispo de Quito)
- Tomás de Cárdenas, O.P. † (8 de enero de 1574-1578 falleció)
- Antonio de Hervias, O.P. † (9 de enero de 1579-28 de septiembre de 1587 nombrado obispo de Cartagena)
- Juan Fernández de Rosillo † (12 de junio de 1592-16 de junio de 1603 nombrado obispo de Michoacán)
  - Sede vacante (1603-1608)
  - Sede suprimida (1608-1921)
  - Sede vacante (1921-1928)
- Luis Durou y Sure, C.M. † (12 de noviembre de 1928-14 de enero de 1935 renunció)
- José Luis Montenegro y Flores † (23 de enero de 1935-23 de mayo de 1945 falleció)
- Raimundo María Julián Manguán-Martín y Delgado, O.P. † (14 de noviembre de 1945-28 de mayo de 1966 renunció[nota 1])
- Juan José Gerardi Conedera † (5 de mayo de 1967-22 de agosto de 1974 nombrado obispo de Quiché)
- Gerardo Humberto Flores Reyes † (7 de octubre de 1977-22 de febrero de 2001 retirado)
- Rodolfo Valenzuela Núñez, por sucesión el 22 de febrero de 2001